# Karl Felix Halm

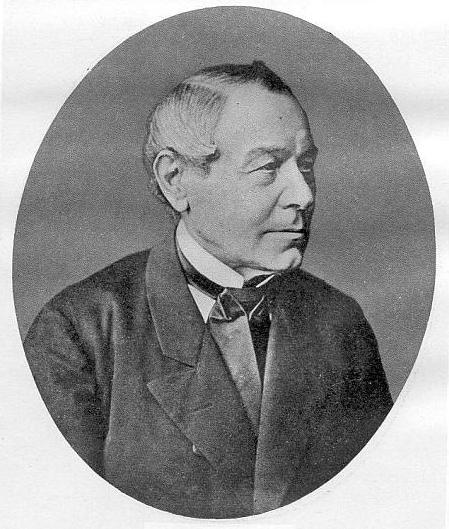
Karl Felix Halm

Karl Felix Halm, seit 1872 Ritter von Halm, (* 5. April 1809 in München; † 5. Oktober 1882 ebenda) war ein deutscher Altphilologe und Bibliothekar. Er war 1849 bis 1856 der erste Rektor des Maximiliansgymnasiums in München.

## Leben
Halm war der Sohn des Kunsthändlers Felix Halm und dessen Ehefrau Maria Josepha Mair. Er verlor schon früh seinen Vater. Seine Mutter heiratete kurz darauf den Kunsthändler Johann Nepomuk Waldherr. Dieser hatte für Halm einen kaufmännischen Beruf im Sinn.
1826 absolvierte Halm das (heutige) Wilhelmsgymnasium München mit Auszeichnung und begann noch im selben Jahr Klassische Philologie in München zu studieren. Meistenteils war er dabei Schüler von Friedrich Thiersch. 1830 schloss er mit summa cum laude sein Studium ab.
Im Anschluss daran bekam Halm eine Anstellung als Dozent am Ludwigsgymnasium in München. Als 1839 diese Erziehungsanstalt vom Benediktinerorden übernommen wurde, ging er nach Speyer. Von dort wurde er 1846 ans Gymnasium in Hadamar berufen.
Auf Anregung des Kultusministers Friedrich von Ringelmann berief König Maximilian II. Joseph Halm zum Rektor des neu gegründeten Maximiliansgymnasiums in München; dieses Amt hatte Halm bis 1856 inne. Als in diesem Jahr Halm einen Ruf an die Universität Wien erhielt, wurde er auf Betreiben des Ministers Theodor von Zwehl zum Professor für klassische Philologie ernannt und an die Universität München berufen. Gleichzeitig betraute man ihn mit der Leitung der königlichen Bibliothek (heute Bayerische Staatsbibliothek).
1844 wurde er Mitglied der Bayerischen Akademie der Wissenschaften in München und 1870 korrespondierendes Mitglied der Preußischen Akademie der Wissenschaften. Seit 1865 war er korrespondierendes Mitglied der Russischen Akademie der Wissenschaften in Sankt Petersburg. Außerdem wurde er 1872 mit dem Ritterkreuz des Verdienstordens der Bayerischen Krone ausgezeichnet und in diesem Zuge nobilitiert. Verheiratet war er mit Carolina Müller, der Tochter eines Schulrats.
Sehr umstritten waren seine Dublettenverkäufe. Dafür wurde Halm auch vom Oberbibliothekar Anton Ruland (1809–1874) aus Würzburg öffentlich angegriffen. Die Verkäufe Halms sorgten auch für tumultartige Diskussionen im Bayerischen Landtag. Die Erlöse daraus verwendete Halm für wertvolle Ankäufe. Er erwarb unter anderem die Bibliothek des Orientalisten Étienne Marc Quatremère und die Musikbibliothek von Anton Friedrich Justus Thibaut.
Halm ist vor allem als Herausgeber des Marcus Tullius Cicero und anderer lateinischer Prosaschriftsteller bekannt, obwohl er in seiner frühen Karriere bemerkenswerte Aufmerksamkeit der griechischen Sprache widmete. Nach dem Tod Johann Caspar von Orellis bereitete er gemeinsam mit Johann Georg Baiter eine kritische Neuausgabe der rhetorischen und philosophischen Schriften Ciceros vor (1854–1862).
Seine Schulausgaben einiger Reden Ciceros mit Anmerkungen und Einführungen in den Haupt- und Sauppe-Reihen waren sehr erfolgreich. Er gab auch eine Anzahl klassischer Texte für die Teubner-Serie heraus, darunter vor allem Tacitus (4. Ausgabe, 1883); Rhetores Latini minores (1863); Quintilian (1868); Sulpicius Severus (1866); Minucius Felix zusammen mit Firmicus Maternus De errore (1867); Salvianus (1877) und Victor von Vita' Historia persecutionis Africanae provinciae (1878). Darüber hinaus war er ein eifriger Sammler von Autographen.
Karl Halm starb im Alter von 73 Jahren.

## Grabstätte

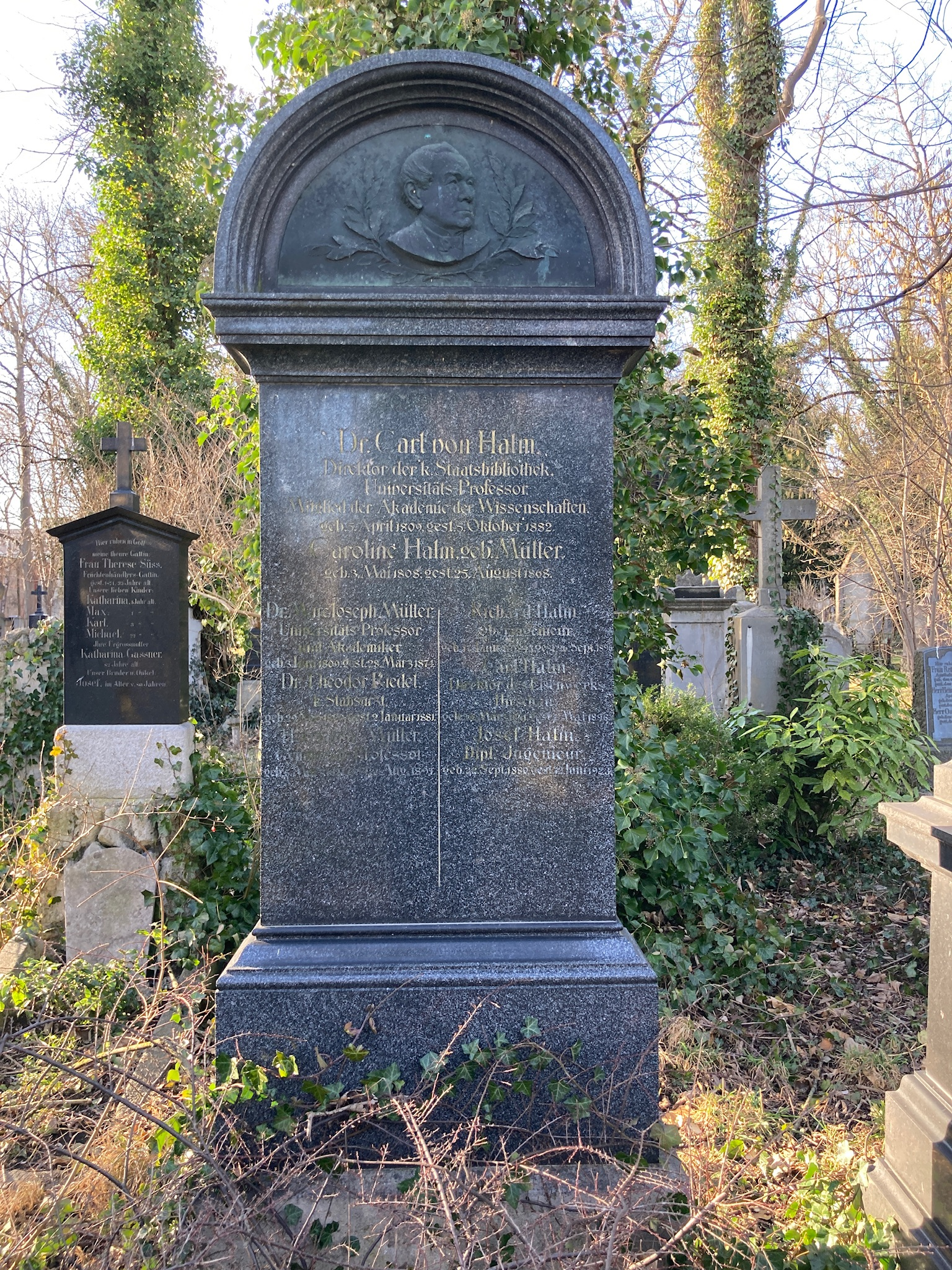
Grab von Karl Halm auf dem Alten Südlichen Friedhof in München

Die Grabstätte von Karl Halm befindet sich auf dem Alten Südlichen Friedhof in München (Gräberfeld 40 – Reihe 1 – Platz 24) Standort.